# 오스트리아-조선민주주의인민공화국 관계
오스트리아-조선민주주의인민공화국 관계는 영세중립국인 오스트리아와 공산 진영의 조선민주주의인민공화국이 1974년 12월 17일 수교를 맺은 데서 출발한다. 오스트리아는 전 대통령 하인츠 피셔가 조선·오스트리아친선협회 회장을 맡는 등 서유럽 국가 가운데 비교적 원만한 관계를 유지하고 있다. 2013년 통계에 따르면 두 국가의 총교역량은 132.5만 유로 규모로 집계되었다.
한편, 오스트리아는 조선민주주의인민공화국과 휴전 상태에 놓인 대한민국과도 외교 관계를 유지하고 있으며 2021년에 양국 관계를 전략적 동반자 관계로 격상한다는 성명을 내놓았다.

## 경제

### 금성은행
2004년 폐업한 골든스타 은행은 서유럽 내 유일한 조선민주주의인민공화국 은행이었다. 일명 금성은행으로 불리며, 중동으로 수출되는 조선민주주의인민공화국의 무기 거래와 돈세탁에 관여했다는 의혹을 받았다. 조선민주주의인민공화국은 금성은행의 폐업 이후에도 오스트리아 소재 은행을 이용했다.

### 채무 관계
조선민주주의인민공화국은 오스트리아가 보유한 대외 부채 중 전체 18퍼센트에 달하는 1억 4천만 유로 상당의 부채를 갚지 않고 있다. 이는 이자가 포함되지 않은 금액이다. 해당 금액은 1970년대 오스트리아가 조선민주주의인민공화국에 사회기반시설 구축에 필요한 물자를 수출하는 과정에서 발생했다. 오스트리아 정부는 1987년 11월, 조선민주주의인민공화국의 무역은행과 채무조정 협정을 맺고, 오스트리아 통제은행(OeAB)이 주도해 합의를 시도하는 등의 노력을 기울였으나 아무런 합의도 이끌어내지 못했다고 밝혔다. 지금까지 조선민주주의인민공화국이 상환한 금액은 560만 유로에 불과하다.

### 식량 원조
2004년 오스트리아는 조선민주주의공화국에 식량 지원을 약속했다. 이는 주로 영유아를 위한 식료품 1천톤으로, 세계 식량 계획을 통해 이뤄졌다. 2001년 조선민주주의인민공화국은 유럽에서 광우병이 발생해 쇠고기 값이 급락하자 오스트리아에 통조림 형태로 가공한 우육을 달라고 요청한 적이 있다.

## 문화

### 비엔나 커피숍

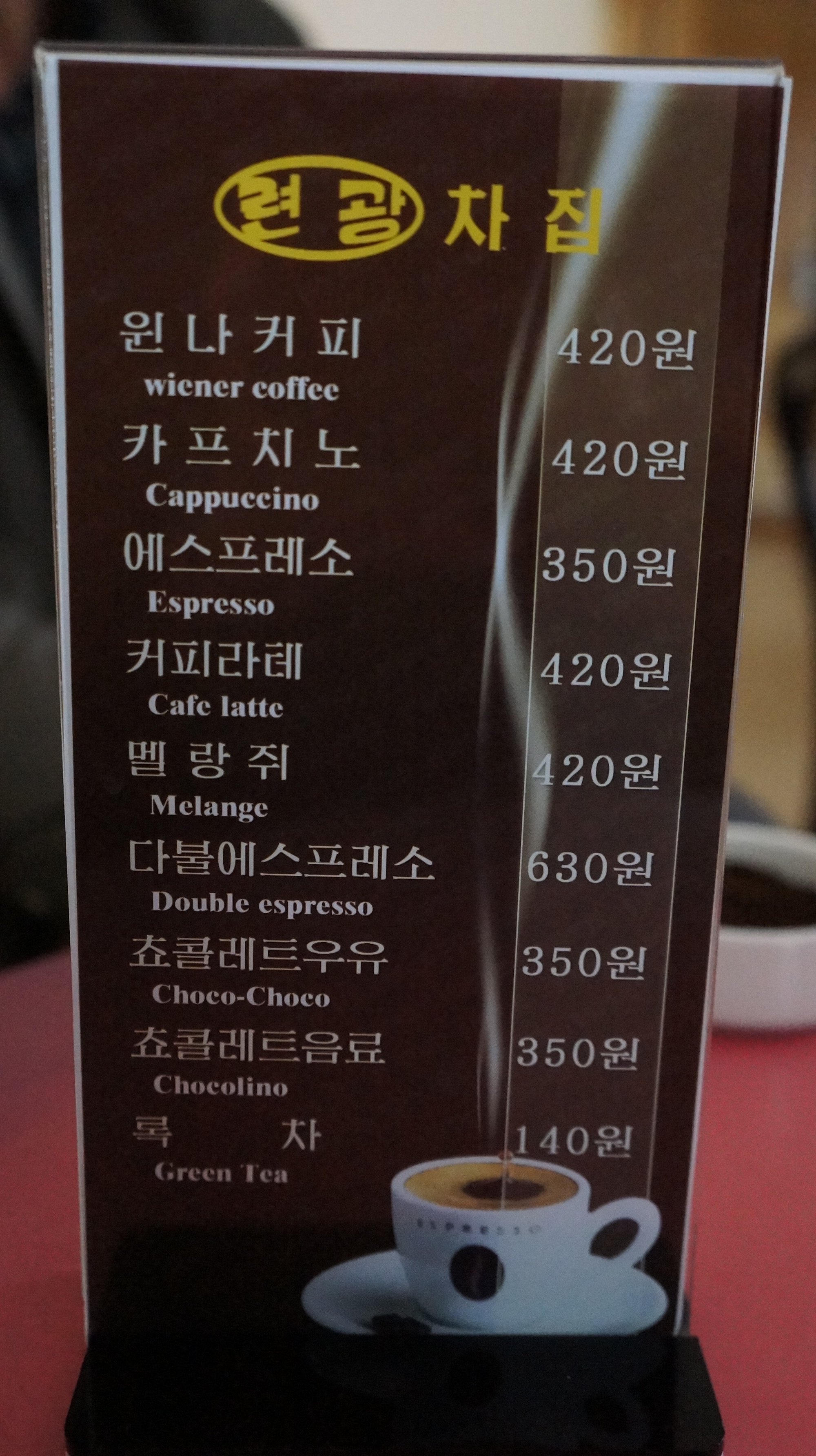
련광차집의 메뉴판

김정은 집권 시기 평양에 생겨난 비엔나 커피숍은 오스트리아 기업 헬무트 자허스 카페(Helmut Sachers Kaffee GmbH)의 투자를 받았다. 련광차집(Ryongwang Coffee shop)으로 불리며 김일성광장 근처 조선중앙력사박물관에 위치해있다. 이러한 카페는 신흥 부자나 중산층을 위한 장소로, 커피 한 잔의 가격은 평균적인 근로자 월급의 3배에 달한다. 하루 평균 30~40명이 방문하며 외교관이나 외국인이 대부분이다.

### 권력층의 유학
2010년대 이후 오스트리아 수도 빈에서 유학하는 조선민주주의인민공화국 출신의 대학생이 증가한 것으로 파악된다. 권력층 자제로 추정되는 이들 유학생의 대부분은 빈 국립음악예술대학교와 빈 공과대학교에서 음악과 건축학을 전공하는 것으로 알려졌다. 과거 조선민주주의인민공화국 대사관에서 집단 거주하며 외부와 차단된 삶을 산 유학생들과 달리 현지인과 함께 살고 있다는 점에서 다르다. 이는 김정은이 스위스 유학 시절 오스트리아를 자주 방문한 것과 관련 있는 현상으로 풀이된다. 조선민주주의인민공화국 최초의 여성 외무상인 최선희도 오스트리아 유학 경험을 가지고 있다.

### 미술 전시회
2010년 빈 응용미술관은 《김일성 주석께 드리는 꽃》을 주제로 조선민주주의인민공화국의 미술품 전시회를 개최했다. 출품작 목록에는 김일성과 김정일의 대형초상화 16점과 회화 100여 점, 포스터 130여 점 등이 포함되었다. 전시를 위해 사용된 국가 예산에 대한 의문점이 제기되었으며, 재오스트리아 한인연합회는 반대 입장을 표명하고 미술관 앞에서 천안함 사태 규탄 시위를 개최했다. 오스트리아 빈 대학교의 조선민주주의인민공화국 전문가인 뤼디거 프랑크 박사는 전시와 관련한 비판적 논쟁을 긍정적으로 평가하며 학술 토론회를 개최했다.

### 평양관
1986년 3월 빈에 등장한 평양관은 조선민주주의인민공화국이 해외에 개점한 첫 한국 요리 전문점이다. 조선로동당 중앙위원회에서 외화벌이를 맡는 39호실은 유사한 식당을 세계 곳곳에서 운영해왔다.

## 스포츠
조선민주주의인민공화국 국적의 축구선수 중 최초로 챔피언스리그와 유로파리그를 모두 경험한 박광룡은 2017년부터 2020년까지 오스트리아 분데스리가의 SKN 장크트푈텐에서 활동하며 58경기에 출전해 13골을 기록했다. 그러나 2020년 3월, 유엔 안보리 대북제재위원회가 박광룡을 송환 대상으로 지목한 뒤 노동 허가를 박탈당하고 팀에서 방출되었다.

## 정무

### 주오스트리아 조선민주주의인민공화국 대사관

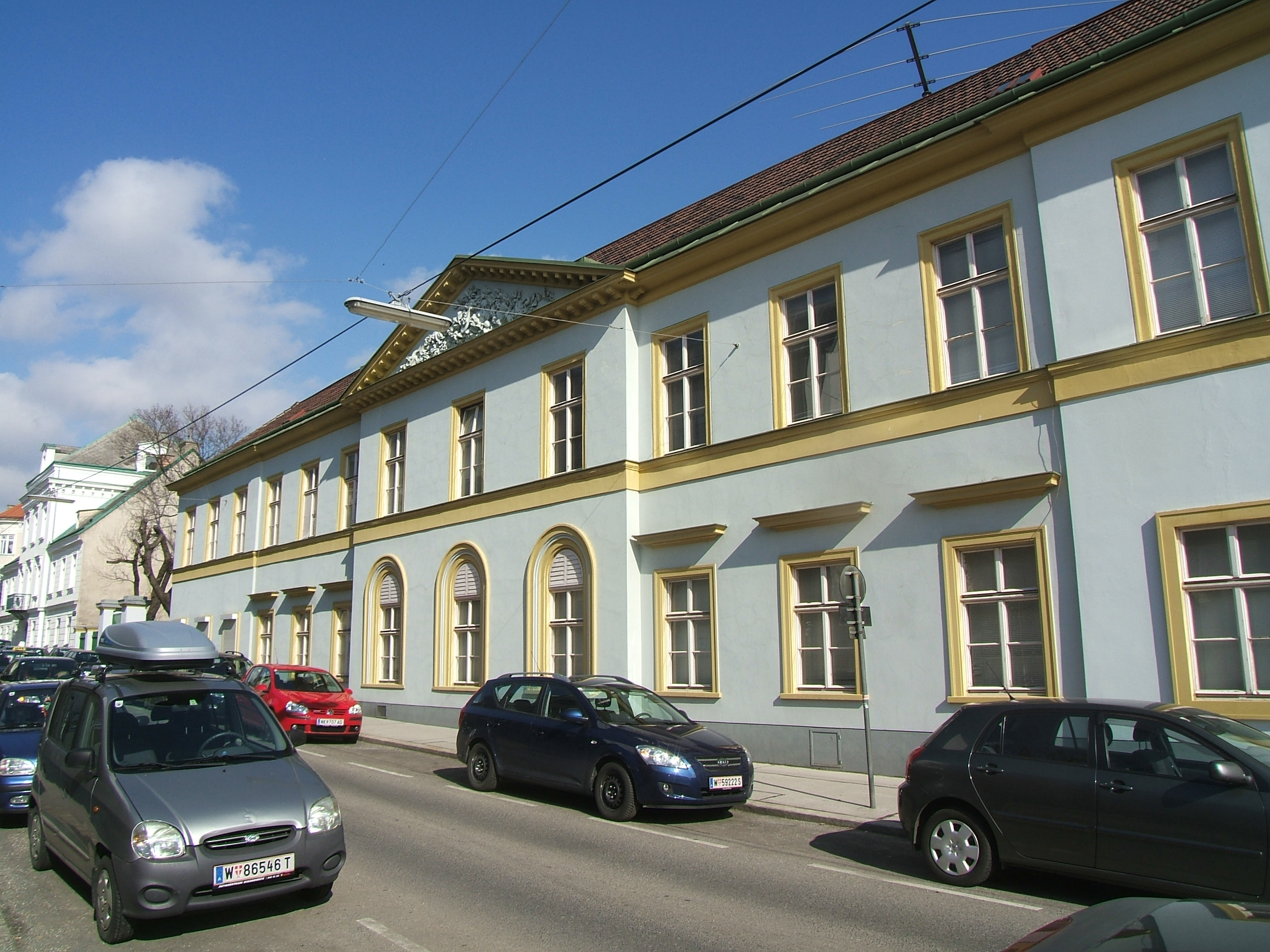
주오스트리아 조선민주주의인민공화국 대사관 전경 (빈 펜칭 위치)

김일성의 셋째 사위 김광섭이 1993년부터 27년 동안 대사 자리를 맡아왔으나, 2020년 최강일이 특명전권대사로 임명됨에 따라 같은 시기 해임된 김평일 전 체코 대사와 함께 조선민주주의인민공화국으로 귀국한 것으로 짐작된다. 새로 임명된 최강일 대사는 조선민주주의인민공화국 내 미국 전문가로 소개되는 인물이다. 인접한 슬로베니아 대사를 겸직하고 있다.

### 주평양 오스트리아 상무관
오스트리아는 1976년 8월 평양에 상무관을 개설했으나 1988년 폐쇄하였다. 현재 관련 업무는 주한 오스트리아 대사관이 겸임하고 있다.

## 조선민주주의인민공화국의 공작 활동
오스트리아에 거주하는 조선민주주의인민공화국인은 약 100명으로 추정되며 이 가운데 10명의 국가보위성 요원이 빈에 거주하고 활동하는 것으로 파악된다. 미국 또한 이를 노리고 첩보전을 벌였는데, 1997년 빈에서 미국 외교관이 조선민주주의인민공화국의 전화를 도청하다 발각되어 귀국한 사건이 대표적이다. 당시 미 국무장관이었던 매들린 올브라이트는 아무런 입장을 표명하지 않았다.

### 사치품 밀수

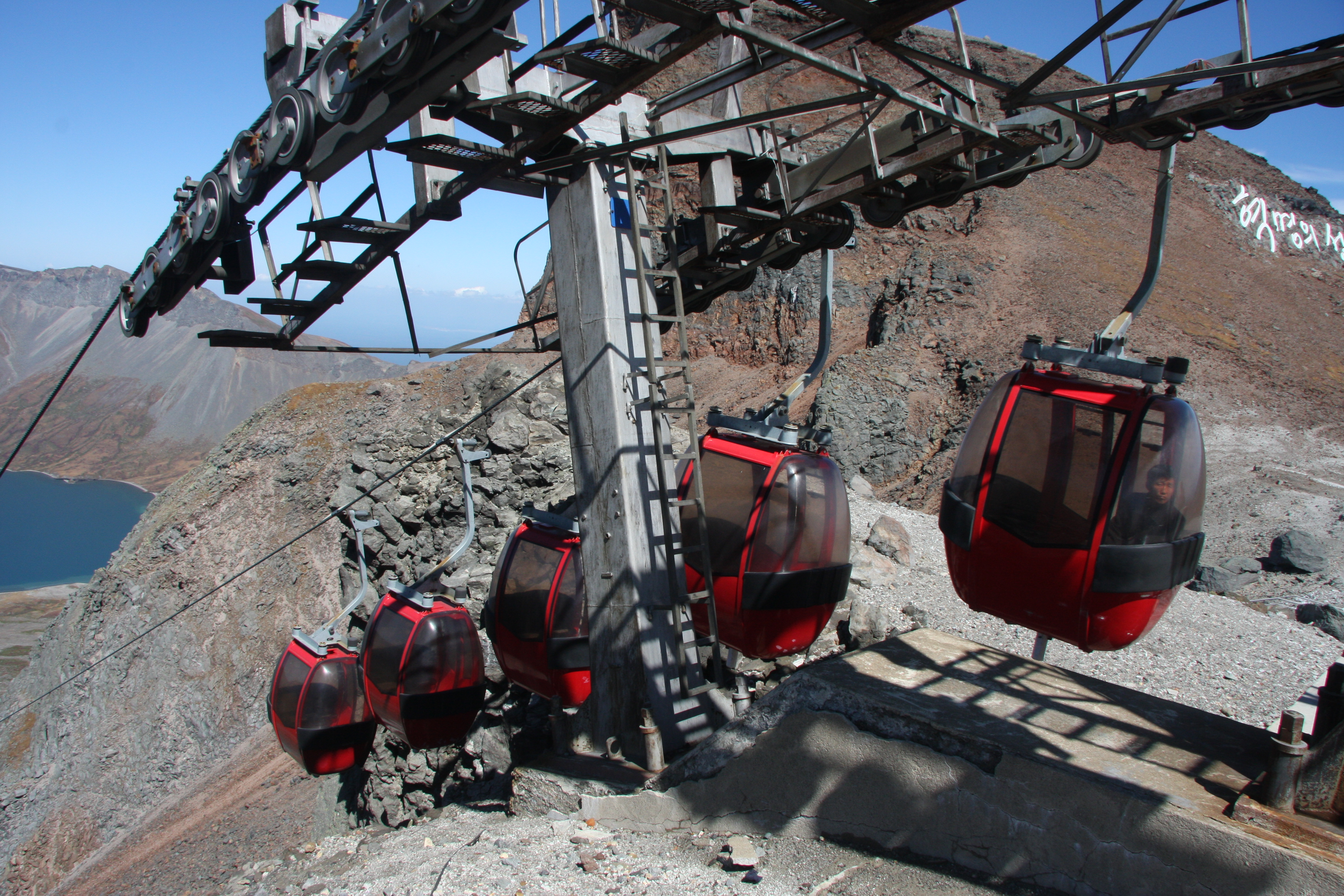
백두산의 케이블카

오스트리아 빈은 서방의 경제 제재를 받고 있는 조선민주주의인민공화국이 밀수 활동을 벌이는 통로로서 활용되고 있다. 조선민주주의인민공화국이 오스트리아를 통해 들여온 물품에는 케이블카와 호화 요트, 메르세데스-벤츠 차량, 피아노 등이 있다. 일례로 마식령 스키장에서 사용되는 케이블카는 오스트리아 도펠마이어사의 제품으로 생산된 지 30년이 넘은 중고품이다. 이는 오스트리아 이슈글 스키장에서 사용하다 스키설비 업체 프로알핀사가 중국을 경유해 수출한 것으로 나타났다.
2017년 오스트리아 정부는 조선민주주의인민공화국 외교 직원들이 비엔나 협약에 따른 특권과 면제 조항들을 악용해 본국에 사치품을 보내려던 정황을 적발했다.

### 김종률의 폭로
오스트리아에서 20년 간 정보원으로 활동한 김종률은 2010년 독일어 자서전 《독재자에게 봉사하며》를 펴내 김일성의 사치 행각을 폭로했다. 조선인민군에서 대좌 계급으로 복무한 김종률의 실제 역할은 호위사령부 행사조직국의 경비운수부 기술담당 부부장이었으나, 유럽에서 조선기계수출입상사 부사장과 같은 가짜 직함을 달고 금속 탐지기 등 특수장비를 사들여 본국으로 보냈다. 2006년 주오스트리아 대한민국 대사관 겸 주빈 국제 기구 대표부에서 망명 신청을 시도했으나 무산되어 2010년 오스트리아에 망명을 신청했다. 1994년부터 빈 외곽에 있는 농가에서 은신하며 살았다고 밝혔다. 기자회견에서는 유엔 안보리의 제재를 받는 윤호진 남천강 무역회사 간부가 2006년 북핵 실험을 위한 핵물질 반입에 관여했을 거라고 주장했다. 이후 오스트리아 정부는 김종률의 신변보호 절차를 시작했다.

## 같이 보기
- 대한민국-오스트리아 관계
- 골든스타 은행
- 비엔나 협약
- 중립국
- 김광섭

## 참고 문헌
- Länderprofil NORDKOREA, 오스트리아 상공회의소 통계 부서(WKÖ Abteilung für Statistik), 2023

## 주해
1. ↑  북한 권력서열 3위로 내각 총리를 지냈던 최영림의 수양딸로, 오스트리아와 몰타에서 중고교를 졸업했다.
2. ↑  김정일 전 국방위원장의 이복형제인 김경진(1952년생)의 남편이다. 부부는 귀국 전까지 함께 빈에 거주했다.
3. ↑  2018년 남북정상회담 당시 문재인 대통령 부부 내외가 이용한 백두산 케이블카와 마식령 스키장 케이블카 등이 오스트리아산 제품이다.